# TV Grandes Chaînes
TV Grandes chaînes est un magazine de programmes de télévision du groupe Prisma Media qui paraît toutes les deux semaines en France et qui traite des programmes de toutes les chaines de la télévision numérique terrestre avec en plus RTL9.

## Historique
TV Grandes chaînes fait partie de la catégorie des quinzomadaires, dans la lignée de Télé 2 semaines. Le premier numéro est paru le 10 avril 2004. Son prix de vente au numéro est de 1,10 €, depuis le 19 juillet 2014, soit une augmentation de 10 %.
Le 6 janvier 2020 marque une nouvelle hausse du prix au numéro qui passe alors de 1,40 € à 1,50 €. Le 4 janvier 2021 le prix de vente au numéro augmente de nouveau pour atteindre 1,60 €.
Depuis le 31 décembre 2022 le prix de vente est de 1,70 € par numéro. Ses ventes 2009 se situent à 1 118 476 exemplaires et le place en troisième position des journaux payants de la presse de télévision.
Le 20 mai 2023 paraît le 500e numéro du magazine.
Le 503e numéro paru le 1er juillet 2023 est marqué par une modification graphique du logo du magazine.
Le 25 septembre 2023 une nouvelle hausse du prix à l'unité intervient, ce dernier passant dès lors à 1,80 €.

## Contenu éditorial
Premier magazine télé exclusivement consacré aux chaînes de la TNT, TV Grandes chaînes propose à ses lecteurs des articles très éclectiques, et un cahier spécial entièrement consacré aux séries. TV Grandes chaînes est le “spécialiste des chaînes gratuites”, ce qui lui assure un positionnement tout à fait original depuis son lancement.